# Claudio Strunz
Claudio Marcelo Zurita, conocido como Claudio Pato Strunz (La Tablada, Buenos Aires, 11 de noviembre de 1966), es un baterista argentino de thrash metal y heavy metal, conocido por haber sido baterista de Hermética y de Malón.

## Historia
Claudio «Pato» Strunz comenzó su carrera desde muy joven como baterista en el grupo Heinkel en 1988, junto a su amigo y guitarrista Nicolas Takara. El grupo tuvo una breve duración pero pudieron ganar un concurso de bandas para formar parte ese mismo año de un show en vivo del programa de televisión Neo Sonido, transmitido por el canal estatal ATC. Luego de la salida de Nicolas Takara para ir a trabajar a Japón, el resto de sus integrantes formarían más tarde la banda Jeriko, de más amplia trayectoria. El grupo Hermética ensayaba en la sala de ensayo que Strunz tenía en el barrio de La Tablada, por lo que cuando en 1991 Tony Scotto fue expulsado de ese grupo por varias razones, Strunz fue la elección inmediata como reemplazante, conformando a la banda a su formación mejor conocida, pocas semanas antes de la grabación planificada del disco Ácido argentino. Siguió formando parte del grupo hasta su disolución a finales de 1994.
Luego de separarse de Hermética, permaneció con sus restantes integrantes: Claudio O'Connor y Antonio Romano, y con la incorpación de Karlos Cuadrado formaron Malón. Juntos grabaron dos álbumes de estudio y uno en directo. Por diversas cuestiones la banda terminaría por separarse en 1998.
Fundó Simbiosis en 1998, una banda de estilo nu metal que fue muy adelantada y moderna para su época en la historia del metal argentino. Estuvieron unos años con algunos cambios de cantantes y se disolvió en 2002. Se intentó entonces reunir a Malón, y ante la negativa de Claudio O'Connor, se integró Eduardo Ezcurra como vocalista reemplazante. La reunión fue breve, y Claudio Strunz dejó el grupo. En 2002, Strunz fue invitado a participar del recital de La Renga en el estadio de River Plate ante más de 75 000 personas pero sólo en calidad de técnico de batería. Luego formó la banda arraigo con el cual sacaría un demo y un EP, Lugo formaría otro grupo bajo el nombre de Candente con el cual editarían un Ep
En 2011 formó parte de la reunión de Malón con su alineación original —Claudio O'Connor, Antonio Romano, Karlos Cuadrado— que lanzó el CD+DVD El regreso más esperado en 2012 ,el DVD 360° en 2013.y nuevo orden mundial 2015
El 3 de marzo de 2021, a través de su Facebook, Malón anunció que Claudio «Pato» Strunz dejaba de ser parte de la banda.

## Discografía

### Con Hermética
- Ácido Argentino (1991)
- En Vivo 1993 Argentina (1993)
- Víctimas del Vaciamiento (1994)
- Lo Último (1995)
- En Concierto (1996)

### Con Malón
- Espíritu combativo (1995)
- Justicia o resistencia (1996)
- Resistencia viva (1997)
- EP (2002)
- El regreso más esperado (2012)
- Malon 360° (2013)
- Nuevo orden mundial (2015)

### Con Simbiosis
- Demo (1998)
- EP Demo (1999)
- Riesgo y reacción (1999)
- Neo adicción (2001)

### Con Arraigo
- Demo (2004)
- Echando raíces EP (2007)

### Con Candente
- EP Demo (2009)

### Otras participaciones
- Ardiendo en el cielo (1996)?

Un conocido tema de su exbanda Heinkel, grabado junto a sus excompañeros con el nuevo grupo Jeriko. Fue incluido como tema bonus track del disco Tierra Violada de dicha banda.